# Bulativka
Bulativka  (ucraniano: Булатівка) es un pueblo del Raión de Bolhrad en el Óblast de Odesa de Ucrania. Según el censo de 2001, tiene una población de 6 habitantes.